# Livre du cœur d'Amour épris

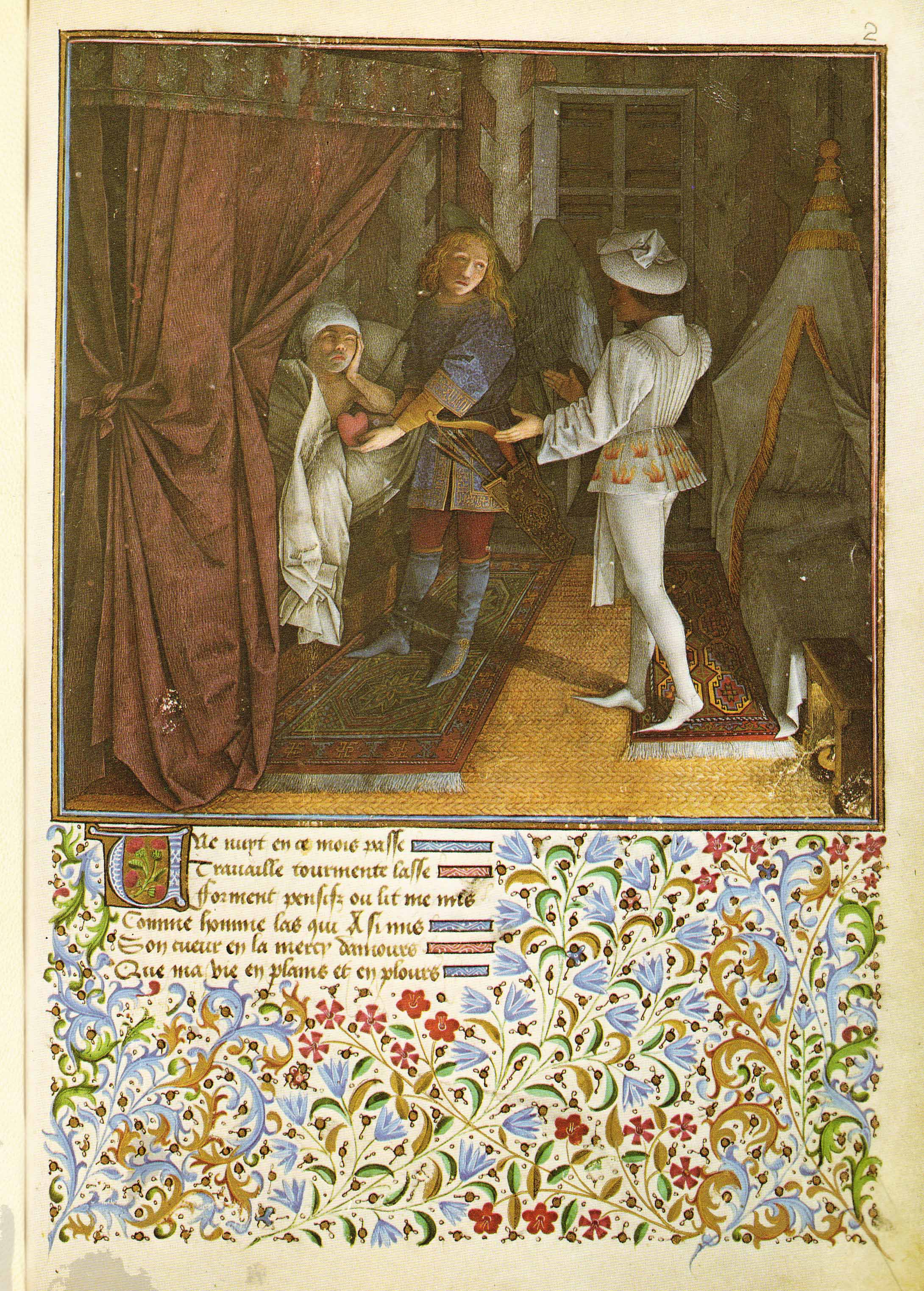
Miniatura dal Livre du coeur d'Amour épris, raffigurante Amore dona a Desiderio il cuore del re malato

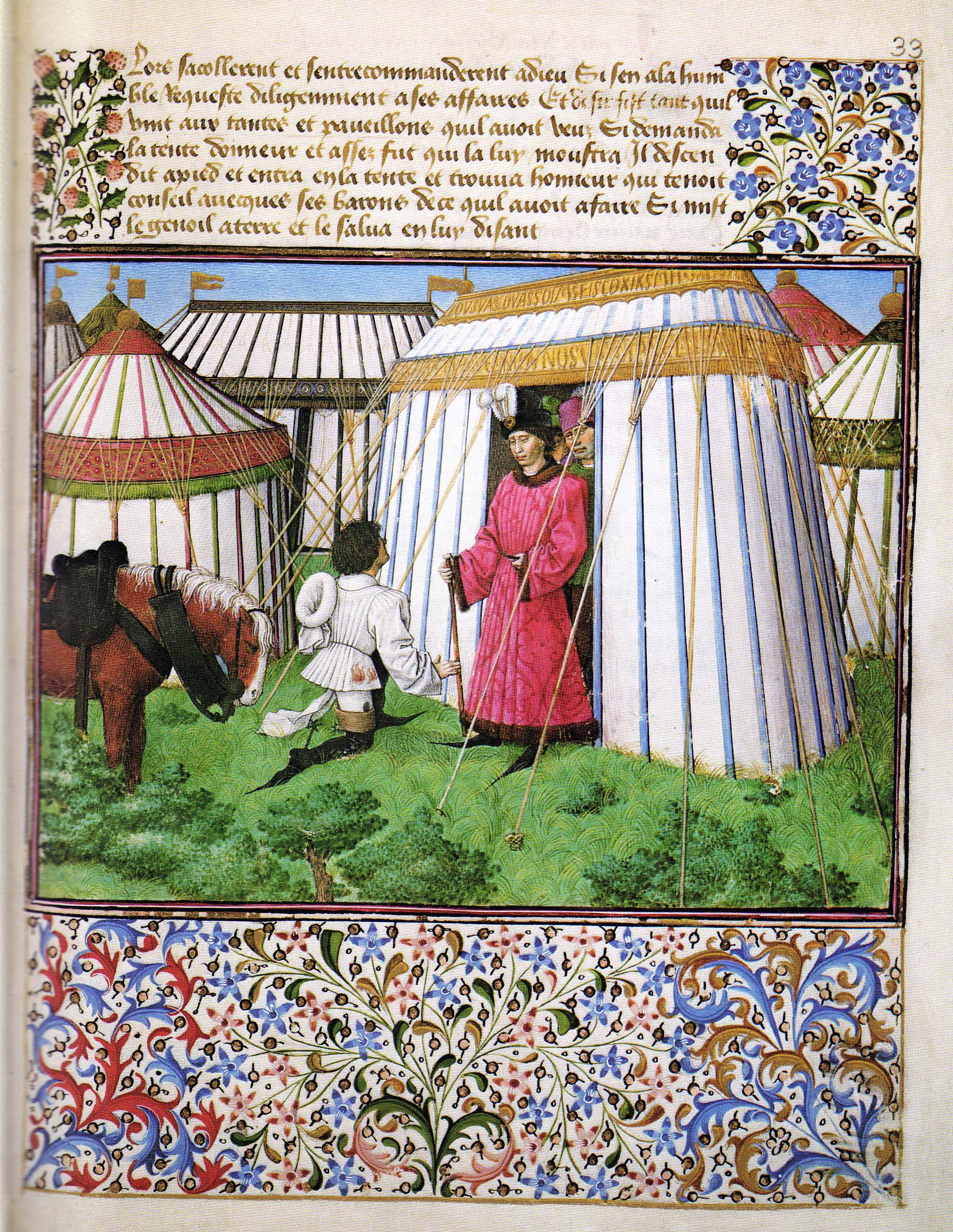
Un'altra miniatura

Il Livre du cœur d'Amour épris (Libro del cuore innamorato di Amore) è un codice miniato risalente al 1465, realizzato per Renato d'Angiò a partire da un suo testo. Di attribuzione incerta, forse da ascrivere a Barthélemy d'Eyck o a un generico Maestro del Coeur d'Amour épris, è conservato nella Österreichische Nationalbibliothek di Vienna (codice Vindobonensis 2597). In ogni caso è appurata, per motivi stilistici, la fattura fiammingo-provenzale. 

## Storia
Il manoscritto viennese era appartenuto al principe Eugenio di Savoia, primo proprietario conosciuto. Dopo la sua morte nel 1737 fu acquistato all'imperatore Carlo VI e da allora destinato alla Libreria della Corte Imperiale. Dopo essere stato portato a Parigi sotto Napoleone (1809), fece il suo ritorno a Vienna con la restaurazione, nel 1814-1815. 

## Testo
Il testo venne scritto dallo stesso re Renato ed è una storia di amore cavalleresco, nella tradizione del Roman de la Rose, in parte in prosa e in parte a coppie di versi in rima. La vicenda narrata è piuttosto intricata, dove i personaggi principali sono le incarnazioni dei sentimenti di Onore e Amore. Vi si racconta di come Cupido rapisca il cuore di un poeta nel sonno, da cui scaturiscono una serie di avventure, fino a portarlo alle mani di Douce Lady-Merci, che viene tenuta prigioniera da Refus (rimorso), Honte (vergogna) e Crainte (paura). 
I personaggi hanno nomi evocativi come Espérance (Speranza), Jalousie (gelosia), Tristesse (tristezza), Courroux (rabbia), Grief Soupir (sospiro profondo), ecc., mentre i luoghi si chiamano Forêt de Longue-Attente (foresta della lunga attesa) o Chateau Bon Repos (castello del buon riposo), ecc.
Di questo testo esistono 15 manoscritti, dei quali il più completo è il codice fr. 24.399 della Bibliothèque Nationale di Parigi, mentre l'esemplare di Vienna è quello con le migliori miniature.

## Miniature
Le decorazione dei fogli sono composte da un grande riquadro superiore o centrale e una o due fasce più piccole dove si trova il testo circondato da decorazioni vegetali fittissime, ottenute con inchiostri calligrafici. Le miniature sono in tutto sedici, disposte su un totale di 27 fogli di pergamena in formato quarto (29×20,7 cm)
Nelle miniature del Livre du coeur d'Amour épris spicca la ricerca luministica, con effetti indagati con estrema sensibilità, mai registrata prima, almeno nella gamma di opere che ci sono pervenute. La luce è catturata nelle sue più varie manifestazioni, dalla notte (miniature I, IV, XVI), all'alba (miniature V, XI, XIII) o il crepuscolo (miniatura XIV), con una tale precisa corrispondenza al testo che alcuni hanno addirittura ipotizzato il diretto intervento del re stesso, che si dilettava anche di pittura. 
Forse la pagina più famosa è quella di Amore dona a Desiderio il cuore del re malato, dove la fonte dell'illuminazione è una lucerna posta nell'angolo inferiore a destra, in modo da creare lunghe ombre ed effetti di controluce con grande inventiva e originalità.